# Hatton W. Sumners

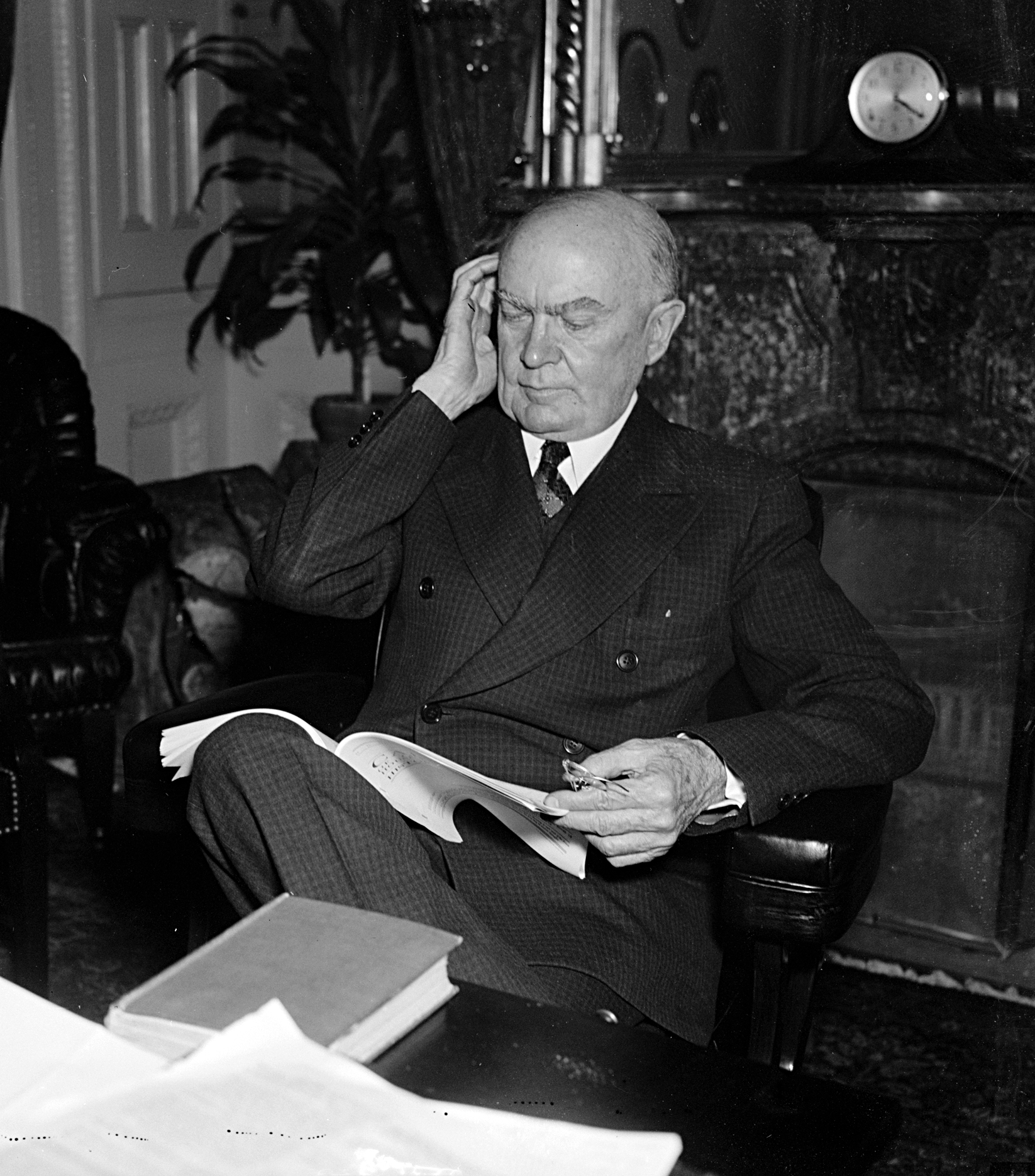
Hatton W. Sumners (1938)

Hatton William Sumners (* 30. Mai 1875 bei Fayetteville, Tennessee; † 19. April 1962 in Dallas, Texas) war ein US-amerikanischer Politiker. Zwischen 1913 und 1947 vertrat er den Bundesstaat Texas im US-Repräsentantenhaus.

## Werdegang
Im Jahr 1893 kam Hatton Sumners nach Garland in Texas. Nach einem Jurastudium und seiner 1897 erfolgten Zulassung als Rechtsanwalt begann er in Dallas in diesem Beruf zu arbeiten. Zwischen 1900 und 1902 war er Staatsanwalt im Dallas County. Dabei ging er unter anderem gegen das Glücksspiel, Korruption und Wahlfälschungen vor. In den Jahren 1906 und 1907 war er Präsident der County Attorney’s Association of Texas, der Vereinigung der Bezirksstaatsanwälte auf Staatsebene. Gleichzeitig schlug er als Mitglied der Demokratischen Partei eine politische Laufbahn ein.
Bei den Kongresswahlen des Jahres 1912 wurde Sumners im damals neu eingerichteten 18. Wahlbezirk von Texas in das US-Repräsentantenhaus in Washington, D.C. gewählt, wo er am 4. März 1913 sein neues Mandat antrat. Nach 16 Wiederwahlen konnte er bis zum 3. Januar 1947 insgesamt 17 Legislaturperioden im Kongress absolvieren. In diese Zeit fielen der Erste und der Zweite Weltkrieg. Von 1933 bis 1941 wurden die meisten der New-Deal-Gesetze der Bundesregierung unter Präsident Franklin D. Roosevelt verabschiedet. Außerdem wurden während seiner Zeit als Kongressabgeordneter der 16., der 17., der 18., der 19., der 20. und der 21. Verfassungszusatz ratifiziert. Seit 1915 vertrat Sumners als Nachfolger von James Andrew Beall den fünften Distrikt seines Staates. Von 1931 bis 1947 war er Vorsitzender des Justizausschusses. Sumners war während seiner Zeit als Kongressabgeordneter drei Mal mit der Durchführung von Amtsenthebungsverfahren gegen verschiedene Bundesrichter betraut. Im Jahr 1946 verzichtete er auf eine weitere Kandidatur.
Nach dem Ende seiner Zeit im US-Repräsentantenhaus war Hatton Sumners Forschungsdirektor der Southwestern Foundation. Im Jahr 1949 gründete er die Hatton W. Sumners Foundation, die Stipendien an begabte Kinder vergibt. Er starb am 19. April 1962 in Dallas.